# Anne-Lise Touya
Anne-Lise Touya (Tarbes, 19 de enero de 1981) es una deportista francesa que compitió en esgrima, especialista en la modalidad de sable. Sus hermanos Damien y Gaël también compiten en esgrima.
Ganó ocho medallas en el Campeonato Mundial de Esgrima entre los años 1999 y 2007, y siete medallas en el Campeonato Europeo de Esgrima entre los años 2000 y 2008.
Participó en dos Juegos Olímpicos de Verano, ocupando el cuarto lugar en Pekín 2008, en el torneo por equipos, y el noveno en Atenas 2004, en la prueba individual.

## Palmarés internacional
| Campeonato Mundial | Campeonato Mundial          | Campeonato Mundial | Campeonato Mundial |
| Año                | Lugar                       | Medalla            | Prueba             |
| ------------------ | --------------------------- | ------------------ | ------------------ |
| 1999               | Seúl (Corea del Sur)        | Medalla de plata   | Sable por equipos  |
| 2000               | Budapest (Hungría)          | Medalla de bronce  | Sable individual   |
| 2000               | Budapest (Hungría)          | Medalla de bronce  | Sable por equipos  |
| 2001               | Nimes (Francia)             | Medalla de oro     | Sable individual   |
| 2004               | Nueva York (Estados Unidos) | Medalla de bronce  | Sable por equipos  |
| 2005               | Leipzig (Alemania)          | Medalla de oro     | Sable individual   |
| 2006               | Turín (Italia)              | Medalla de oro     | Sable por equipos  |
| 2007               | San Petersburgo (Rusia)     | Medalla de oro     | Sable por equipos  |
| Campeonato Europeo |                             |                    |                    |
| Año                | Lugar                       | Medalla            | Prueba             |
| 2000               | Funchal (Portugal)          | Medalla de oro     | Sable individual   |
| 2000               | Funchal (Portugal)          | Medalla de plata   | Sable por equipos  |
| 2003               | Bourges (Francia)           | Medalla de plata   | Sable por equipos  |
| 2005               | Zalaegerszeg (Hungría)      | Medalla de oro     | Sable por equipos  |
| 2006               | Esmirna (Turquía)           | Medalla de bronce  | Sable por equipos  |
| 2007               | Gante (Bélgica)             | Medalla de oro     | Sable por equipos  |
| 2008               | Kiev (Ucrania)              | Medalla de bronce  | Sable por equipos  |